# بنتلی نوادا

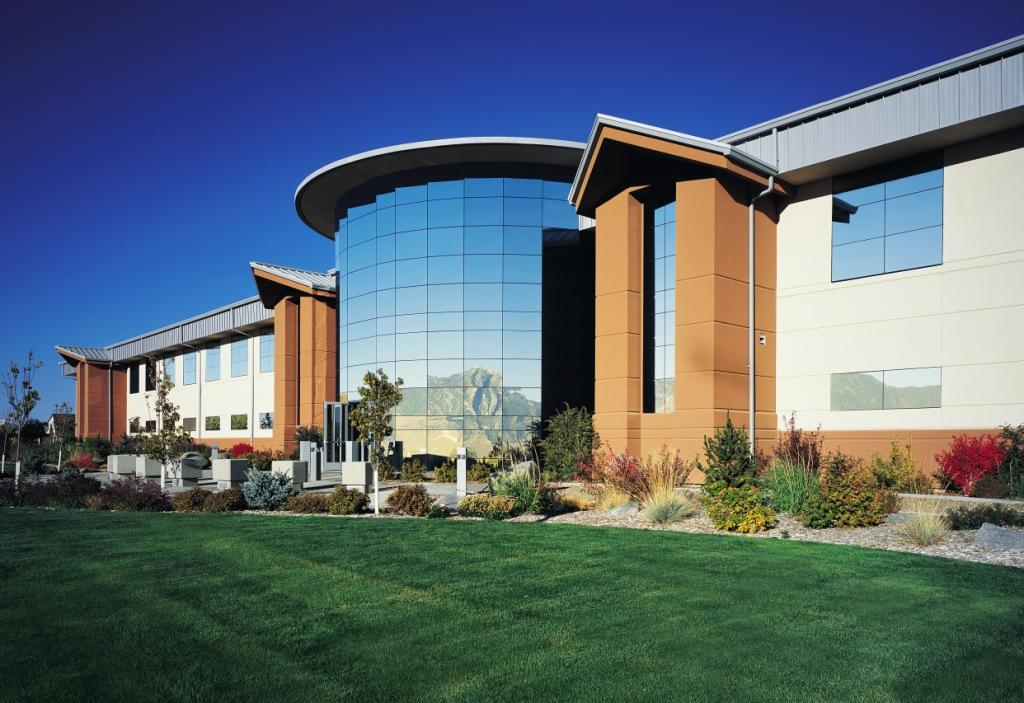

بنتلی نوادا (Bently Nevada) زیر مجموعه جنرال الکتریک ایالات متحده آمریکا است.
از سال ۲۰۰۲ و پس از خریداری شرکت بنتلی‌نوادا توسط شرکت جنرال الکتریک، بنتلی نوادا برند ابزار اندازه‌گیری جنرال الکتریک است.
در صنایع نفت و گاز ایران نیز برای پایش وضعیت تجهیزات دوار به طور گسترده از محصولات بنتلی نوادا استفاده می‌شود.
در اکثر صنایع تجهیزات دواری وجود دارند که نقش مهم و حساسی را در تولید ایفاء می‌کنند. از فن‌ها، میکسرها، گیربکسها و موتورهای الکتریکی گرفته تا کمپرسورها، توربو اکسپندرها و توربین‌ها همگی نیازمند تعمیرات پیشگیرانه می‌باشند، پایش مستمر پارامترهای مختلف از جمله ارتعاش، جابه جایی، دما، انبساط، شتاب، سرعت و… یک روش اثبات شده برای پیش بینی خرابی و جلوگیری از نقص فنی دستگاه‌ها است. بنتلی نوادا پیشرو در زمینه پایش وضعیت تجهیزات صنعتی است.